# Klub Wysokogórski Zakopane
Klub Wysokogórski Zakopane – klub zrzeszony w Polskim Związku Alpinizmu. Powstał w grudniu 1974 r. w wyniku usamodzielnienia się Koła Zakopiańskiego Klubu Wysokogórskiego.

## Historia
Klub dysponuje bulderownią. Celem klubu jest wspieranie sportowej działalności wysokogórskiej, ze szczególnym uwzględnieniem wspinania i skialpinizmu.
Aktualnym (2012 r.) prezesem jest Przemysław Wójcik. Jego poprzednikami byli m.in. Ryszard Szafirski (1974–82), Maciej Berbeka (1982–86), Ryszard Gajewski (1986–91), Andrzej Osika (po 1991) i Maciej Pawlikowski (do 2012).

## Adres klubu
Klub Wysokogórski Zakopane

ul. Droga Na Wierch 4

34-500 Zakopane